# Le Mystère de Listerdale (nouvelle)
Pour le recueil, voir Le Mystère de Listerdale (recueil de nouvelles).
Le Mystère de Listerdale (The Listerdale Mystery) est une nouvelle policière d'Agatha Christie.
Initialement publiée en décembre 1925 dans la revue The Grand Magazine au Royaume-Uni, cette nouvelle a été reprise en recueil en 1934 dans The Listerdale Mystery and Other Stories au Royaume-Uni. Elle a été publiée pour la première fois en France dans le recueil Douze nouvelles en 1963.

## Résumé
Mme Saint-Vincent, la cinquantaine, vit désormais seule et désargentée avec son fils Rupert et sa fille Barbara dans un modeste appartement londonien. En consultant les petites annonces, elle découvre qu'un propriétaire, par le truchement d'une agence, propose la location pour un loyer modeste d'une maison bourgeoise avec mise à disposition de domestiques. 
Passant outre aux réticences de Rupert qui subodore une anguille sous roche en faisant remarquer que cette habitation fut le dernier domicile connu de lord Listerdale, un homme qui a disparu en Afrique sans laisser de traces, Mme Saint-Vincent souscrit à la proposition de l'agence immobilière, notamment pour offrir un beau logement à Barbara qui veut recevoir son fiancé dans un cadre à son avantage. 
Le contrat de bail est signé et Mme Saint Vincent emménage dans le logement.
Le maître d'hôtel et les domestiques comblent toute la famille et le fiancé de Barbara de leurs soins assidus. 
Au bout de quelques mois d'un irréprochable confort, Mme Saint-Vincent questionne Quentin, le maître d'hôtel à propos du propriétaire de la maison, qui est aussi son employeur. Quentin ne cache pas à Mme Saint-Vincent qu'il ne nourrissait pas de sentiments d'estime pour lord Listerdale : il le considérait comme un être particulièrement égoïste. 
Durant le même temps, Rupert se rend en catimini dans la propriété de campagne de lord Listerdale pour éclaircir cette situation et y rencontre un autre maître d'hôtel se prénommant Quentin. Il retourne chez sa mère pour l'alerter que le maître d'hôtel qu'elle avait l'habitude de fréquenter depuis plusieurs mois est forcément un imposteur.
Mme Saint-Vincent mélange cette histoire invraisemblable avec le rêve éveillé qu'elle vit depuis le début de cette histoire et se résout à croire son fils qui lui avait décrit un complot ourdi pour supprimer le propriétaire foncier.

### Dénouement et révélations finales
En fin de compte, Mme Saint Vincent apprend avec stupéfaction que lord Listerdale avait disparu sous la fausse identité de Quentin. Prenant l'identité de son maître d'hôtel, lord Listerdale voulait s'acheter une nouvelle conduite altruiste en procurant l'usufruit de ses biens à des gens de la bonne société qui avaient tout perdu.
À la fin de la nouvelle, le vieil aristocrate demande Mme Saint-Vincent en mariage en lui faisant remarquer qu'elle partageait les mêmes valeurs que lui puisqu'elle avait pris soin de sa maison.

## Personnages
- Mme Saint-Vincent : veuve désargentée, la cinquantaine, mère de Rupert et Barbara.
- Jim Masterton : fiancé de Barbara.
- Lord Listerdale : propriétaire foncier retiré du monde des affaires.
- Colonel Maurice Carfax : cousin de Lord Listerdale.
- Quentin : maître d'hôtel de lord Listerdale et de son père.

## Publications
Avant la publication dans un recueil, la nouvelle avait fait l'objet de publications dans des revues :
- en décembre 1925, au Royaume-Uni, sous le titre « The Benevolent Butler », dans le no 249 de la revue The Grand Magazine[1],[2] ;
- en juillet 1953, au Royaume-Uni, dans le no 5 (vol. 2) de MacKill’s Mystery Magazine[2].

La nouvelle a ensuite fait partie de nombreux recueils :
- en 1934, au Royaume-Uni, dans The Listerdale Mystery and Other Stories[1] (avec 11 autres nouvelles) ;
- en 1963, en France, dans Douze nouvelles, recueil réédité en 1968 sous le titre « Le Mystère de Listerdale » (avec 11 autres nouvelles) ;
- en 1971, aux États-Unis, dans The Golden Ball and Other Stories[1] (avec 14 autres nouvelles).